# Burton Coggles
Burton Coggles est une paroisse civile et un village du Lincolnshire, en Angleterre.